# Life Is Sweet! Nice to Meet You
Life is Sweet! Nice to Meet You è il secondo album in studio del cantante britannico Lightspeed Champion, pubblicato nel 2010.

## Tracce
Tutte le tracce sono state scritte da Devonté Hynes, eccetto dove indicato.

1. Dead Head Blues – 4:07
2. Marlene – 3:50
3. There's Nothing Underwater – 4:44
4. Intermission – 1:23
5. Faculty of Fears – 5:14
6. The Big Guns of Highsmith – 4:26
7. Romart – 3:30
8. I Don’t Want to Wake Up Alone – 2:29
9. Madame Van Damme – 3:13
10. Smooth Day (at the Library) – 3:46
11. Intermission 2 – 0:38
12. Sweetheart – 4:38
13. Etude Op.3 ‘Goodnight Michalek’ – 1:49
14. Middle of the Dark – 4:15
15. A Bridge and a Goodbye – 1:47

Edizione Limitata CD Bonus (UK)
1. Devil in Disguise (Bill Giant, Bernie Baum, Florence Kaye) – 3:04
2. Marlene (live)
3. Madame van Damme (live)
4. Faculty of Fears (live)
5. Sweetheart (live)